# Karl Oskar Keller
Karl Oskar Keller (* 4. April 1877 in Karlstadt; † 4. Dezember 1942 in München) war Generalstaatsanwalt beim Verwaltungsgerichtshof München.

## Leben
Nach dem Abitur studierte Karl Oskar Keller Rechtswissenschaften, machte die erste juristische Staatsprüfung und leistete den dreijährigen Vorbereitungsdienst (Referendariat). Nach dem Großen juristischen Staatsexamen im Jahre 1902 folgte eine Beschäftigung als Rechtspraktikant bei der Regierung von Mittelfranken, bevor er dort Akzessist und im Februar 1906 zum Assessor im Bezirksamt Wasserburg ernannt wurde. Im Dezember 1911 kam er in gleicher Funktion ins Bezirksamt München. 1914 musste er Kriegsdienst im 9. Bayerischen Infanterie-Regiment leisten. Zum 1. Dezember 1916 kehrte er als Assessor bei der Regierung von Oberbayern in die Verwaltung zurück. Er wurde Vorstandsmitglied und stellvertretender Vorsitzender der Landesversicherungsanstalt Oberbayern.
Zum 1. September 1919 in das Wirtschaftsministerium abgeordnet, wurde er zum Oberregierungsrat befördert. 1922 wurden ihm Rang und Titel eines Ministerialrats verliehen. 1932 kam er in das Staatsministerium des Äußeren und im April 1933 ging er zum Wirtschaftsministerium zurück.
Am 21. Juli 1937 folgte die Ernennung zum Generalstaatsanwalt beim Verwaltungsgerichtshof München. Nach fünfjähriger Tätigkeit verstarb er dort im Amt. 
Keller war bis 1933 Mitglied der Deutschnationalen Volkspartei.